# Gotelé

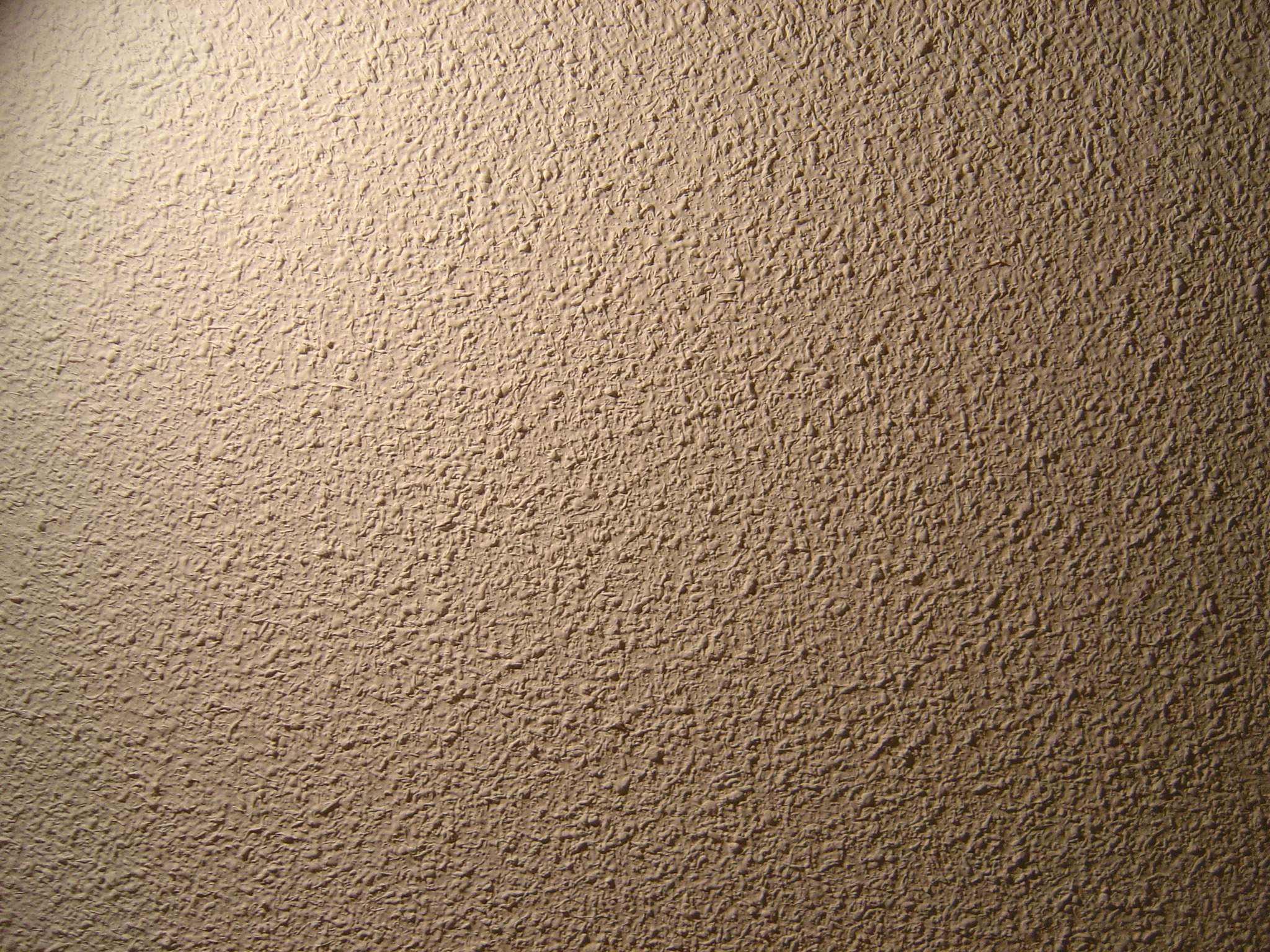
Aspeto de uma parede pintada com gotelé.

O gotelé (do francês goutte ou gouttelette, gota ou «gotita») é uma técnica que consiste em espalhar pintura a têmpera mais espessa que o normal, de modo que durante a sua aplicação apareçam gotas ou grumos de material que produzem uma superfície final de acabamento grumoso. Esta técnica é utilizada pela sua capacidade de dissimular as imperfeições nas paredes dos edifícios.

## Aplicação
O gotelé comum é feito com tinta a têmpera. Opcionalmente, podem-se utilizar pastas densificantes às quais se adiciona uma pequena proporção de água (quanto maior a quantidade de água, mais finas são as texturas), ou tintas cola já preparadas para este fim.
O gotelé pode ser aplicado manualmente com uma espátula, mas o habitual é aplicá-lo a cerca de 15-20cm de distância da parede com pistolas especiais para gotelé (air-brush), que incorporam um compressor para expelir o produto, e podem regular o bico para obter diferentes grãos ou texturas de acabamento. Também podem ser utilizadas máquinas manuais para a aplicação de gotelé chamadas tirolesas (já que foram projetadas para aplicar o chamado reboco tirolês): estas consistem numas caixas de chapa metálica com rolos dentados, que expelem a tinta acionando manualmente uma manivela. Por último, existem rolos que conseguem efeitos de picado semelhantes aos do gotelé, e inclusive podem-se utilizar técnicas caseiras, como aplicar com uma escova.
A tinta para gotelé, dependendo da sua rugosidade ou tamanho dos grumos, pode necessitar entre 0,8 kg e 1,5 kg de material por m2. Pode ser aplicado numa única camada (demão) ou em duas seguindo diferentes direções. O gotelé costuma ser pintado posteriormente com tintas acetinadas, de maior durabilidade e mais fáceis de lavar, embora também seja possível deixar o acabamento final como está. Uma terceira opção consiste em colori-lo em massa com corantes adicionados à mistura, desde que o tom desejado não seja excessivamente forte. Nestes casos, a concentração do corante não pode ser excessiva (na ordem de 5-6%), pelo que as cores resultantes serão suaves ou tipo pastel. O tempo normal de secagem ao tacto costuma rondar entre as 2 e as 4 horas.

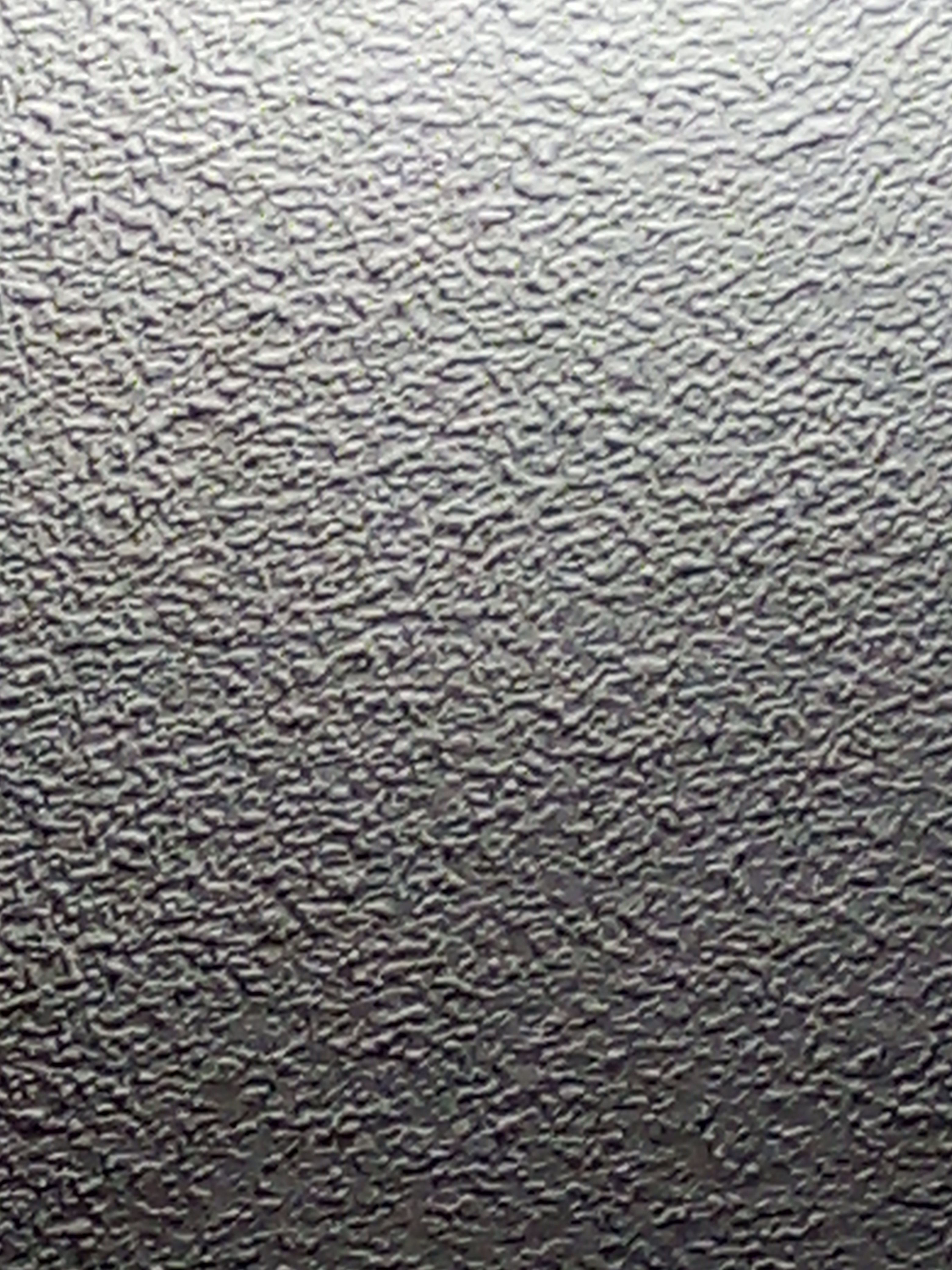
Textura de uma parede pintada com gotelé.

## Remoção
Embora o uso do gotelé esteja a diminuir — em parte graças à popularização do tabique (divisória) de gesso cartonado, conhecido popularmente como pladur devido à popularidade da marca comercial do mesmo nome —, esta técnica continua a ser o acabamento de qualidade de referência entre as empresas promotoras, já que a função do gotelé é a de dissimular os defeitos da execução dos paramentos. Um gotelé muito grosso pode ser indicativo de qualidades de construção inferiores.
Porém, em geral, o acabamento gotelé não goza de excessiva aceitação pelos utilizadores na atualidade e pode-se dizer que é um acabamento bastante desprezado na cultura pop (cultura de massa).
Para eliminar o acabamento grumoso do gotelé sem necessidade de retirar fisicamente o material, existem pastas específicas que cobrem a textura inicial. Porém, o processo é longo (requer várias demãos de aplicação do produto) e só tem eficácia em gotelés de grão médio ou fino. Esta solução, no entanto, pode ser a mais adequada se o suporte da pintura for de gesso cartonado, pois retirar o gotelé neste tipo de suportes acarreta a destruição da folha de cartão do próprio material. Se a parede for de tijolo e estiver pintada com pintura a têmpera, pode-se raspar com uma espátula após humedecimento do suporte. Se a tinta é plástica, o processo de raspagem é mais trabalhoso. Neste caso, uma boa opção que não danifica as paredes é utilizar um decapante para tintas e revestimentos plásticos.
Deve-se ter presente que a remoção do gotelé, além das marcas causadas pela raspagem, frequentemente desmascara defeitos de execução originais da parede, pelo que antes de pintar novamente, provavelmente será necessário repassar por cima da superfície com algumas pastas reparadoras. Em paredes com grandes depressões ou saliências, é conveniente considerar como alternativa à raspagem o revestimento direto da parede com uma placa de gesso cartonado para conseguir uma superfície lisa e plana. Este procedimento é mais caro, e tem a desvantagem de diminuir o espaço num par de centímetros, mas também melhora consideravelmente a insonorização da parede, pelo que em alguns casos pode ser uma opção mais interessante. Também se pode revestir a superfície com massa para parede com uma espátula.